# Zīārat Kolā
Zīārat Kolā (persiska: زيارَت كَلا, زيارَت كولا, زِيارَت كُلا, زيارت كلا) är en ort i Iran.   Den ligger i provinsen Mazandaran, i den norra delen av landet, 220 km öster om huvudstaden Teheran. Zīārat Kolā ligger 1 125 meter över havet och antalet invånare är 423.
Terrängen runt Zīārat Kolā är lite bergig. Runt Zīārat Kolā är det ganska tätbefolkat, med 100 invånare per kvadratkilometer. Närmaste större samhälle är Yakh Kesh, 19,5 km nordost om Zīārat Kolā. I omgivningarna runt Zīārat Kolā växer i huvudsak blandskog.